# 尚弘才
尚弘才（1650年6月11日（順治七年五月十三日）—1719年12月11日（康熙五十八年十一月一日）），和名北谷王子朝愛，童名真蒲户金，號義山，琉球國第二尚氏王朝攝政。大村御殿一世。
尚弘才是尚質王的第四子，為夫人真南風按司（東氏本空）所生。
康熙二十八年十月十五日（1689年11月26日），就任攝政。康熙三十一年（1692年），因島津綱久之女出嫁，他奉命出使薩摩藩慶賀，翌年歸國。康熙四十四年十一月二十五日（1706年1月9日）致仕。康熙五十二年二月朔日（1713年2月25日），尚敬王賜予他在廣福門、右掖門內「乘物免許」（允許乘坐轎子）這一特權。康熙五十八年十一月朔日（1719年12月11日）卒，壽七十歲。葬於平良之墓。無嗣，由尚益王次子尚徹（北谷王子朝騎）入繼為嗣子。
在沖繩民間傳說中「割耳的坊主」（耳切り坊主）中，「北谷王子」擅於下圍棋，他使用寶刀治金丸誅殺了妖僧黑金座主，因此受到詛咒，所有子嗣都早夭。這位「北谷王子」的原型不明，一說是尚弘才，一說是其養子尚徹（北谷王子朝騎）。